# Dorothea Christiane Erxleben
Dorothea Christiane Erxleben (el seu cognom de naixement era Leporin)  coneguda també com a Dorothea Erxleben (Quedlinburg, 13 de novembre de 1715 - 13 de juny de 1762), va ser una metgessa alemanya, coneguda per haver estat la primera dona a obtenir un doctorat en medicina a Alemanya, a la Universitat de Halle l'any 1754.
Dorothea Christiane Leporin va néixer en una família educada de classe mitjana. El seu pare, el metge Christian Polycarp Leporin, era fill d'un pastor protestant i partidari de l'escolarització de les noies. La seva mare, Anna Sophia Leporin (nascuda Meinecke) era també filla d'un pastor protestant i tot que no havia anat a escola, sabia llegir i escriure. Va ser una nena malaltissa, que passava mot de temps enllitada i, per evitar l'avorriment, el seu pare li deixava, a més de la Biblia, llibres de llatí, anatomia, botànica i llatí. Als vuit anys estudiava a costat d'un germà seu fins que ell va començar a anar a l'escola municipal, on les nenes no podien anar.
Va ser instruïda en medicina pel seu pare quan encara era molt jove. La científica italiana Laura Bassi (professora universitària) la va inspirar a lluitar pel seu dret a practicar la medicina.
L'any 1742 va publicar un tractat argumentant que la dona hauria de poder accedir a la universitat. Després de ser admesa a estudiar gràcies a una dispensa de Frederic el Gran, Erxleben va rebre el doctorat en medicina de la Universitat de Halle l'any 1754, on va analitzar els obstacles que impedeixen estudiar a la dona, sent mestressa de casa i tenint cura de la família.
El seu fill fou el naturalista alemany Johann Christian Erxleben (1744-1777).